# Каменная (Львовская область)
Каменная (укр. Камінна) — село в Перемышлянской городской общине Львовского района Львовской области Украины.
Население по переписи 2001 года составляло 22 человека. Занимает площадь 0,5 км². Почтовый индекс — 81233. Телефонный код — 3263.